# Раша Милошевић
Аранђео Раша Милошевић (Алексинац, 16. јул 1851 – Београд, 15. јануар 1937) био је српски политичар и писац, један од оснивача Народне радикалне странке и члан њеног Главног одбора, министар у владама Краљевине Србије.

## Биографија

### Детињство и школовање
Раша Милошевић рођен је 16. јула 1851. године у Алексинцу од оца Илије и мајке Румене. На крштењу добија име Аранђео, али будући да су га касније сви звали Раша, напослетку је своје крштено име заменио именом Раша. Школовање је започео у родном Алексинцу, да би по пресељењу свог оца у Београд уписао гимназију у тадашњој престоници Кнежевине Србије као државни стипендиста. Након завршених шест разреда гимназије, уписао је Технички факултет Велике школе. Студирање наставља у Петрограду где је 1875. године дипломирао хемијску технологију на Технолошком институту као технолог првог реда.

### Политичка каријера
Вратио се у Београд 1875. године у време избијања Босанско-херцеговачког устанка и током српско-турских ратова (1876 – 1878) служио је као машиниста у државним парним млиновима. Августа 1878. писао је Министарству просвете и црквених дела тражећи наставнички ангажман у школи у Пироту чије је оснивање било у припреми. Прво радно место у просвети добио је 1878. године као суплент и заступник директора тек основане Трговачко-занатлијске школе у Пироту, а од октобра 1879. године наставио је да обавља исту функцију у новоформираној Пиротској гимназији. Паралелно са радом у просвети, Раша Милошевић ватрено се ангажовао као идеолог и утемељивач Радикалне странке у пиротском округу. Током боравка у Пироту, уз Стевана Сремца постао је један од виђенијих гостију у чувеном Мустафа-агином конаку, дому Аранђела Станојевића-Трнског. У намери да се посвети политици као својој највећој страсти, дао је оставку у Гимназији, а Пироћанци су га 1880. године изабрали као народног посланика за варош Пирот. У време избијања Тимочке буне 1883. године ухапшен је под оптужбом да је био учесник и подстрекивач народне побуне. Преки суд у Зајечару осудио га је на смртну казну заједно са Пером Тодоровићем и одбеглим Николом Пашићем, али је помиловањем краља Милана та казна преиначена у десетогодишњу робију. Издржао је две године затворске казне и пуштен на слободу 1. јануара 1886. Исте године постављен је за секретара у Министарству финансија. Након отпуштања из државне службе, Пироћанци су га 1892. поново изабрали као народног посланика за цео пиротски округ.
Током 1893. и 1894. вршио је дужност Министра народне привреде у Првој и Другој влади Лазара Докића, а исти ресор задржао је и у кабинету Саве Грујића. Честе смене влада и политичка превирања прекидали су његову каријеру у државној служби. Обављао је и функцију директора Српског бродарског друштва, а 1904. године на предлог председника владе Саве Грујића постављен је за управника Државних монопола. На овој позицији остао је без прекида шеснаест година и пензионисан је после Првог светског рата, по повратку у Србију новембра 1919.

## Научни рад и издаваштво
Бавио се научним радом и превођењем, па је тако још као студент превео са руског Сунце, земља, месец и звезде, популарно предавање из астрономије. Када се вратио из Петрограда, превео је Зиберову Нову економску теорију Карла Маркса. Написао је Хемијску технологију за реалне гимназије и Хемију за основну школу. Превео је са руског Јансонову Статистику. За потребе царинских чиновника написао је Познавање робе. Треба поменути и списатељски рад из области политичке и мемоарске литературе; као члан Главног одбора Радикалне странке 1882. године штампао је најпре у партијском гласилу Самоуправа, а потом издао и као посебну књигу Организацију среза с освртом на питања локалне самоуправе и изборног права. Након пензионисања издао је своје књиге Тимочка буна и Државни удар озго – Први април 1893.

## Породични живот
Раша Милошевић био је ожењен лекарком Драгом Љочић, првом женом из Србије која је завршила студије медицине у Цириху 1879. године. Из брака са Драгом, Раша је имао петоро деце, једног сина и четири ћерке. Њихова најстарија ћерка Спомена била је удата за Момчила Нинчића, српског политичара и министра у владама између два светска рата. Још једна њихова ћерка, Зора, била је супруга Божидара Влајића, истакнутог члана Демократске странке и министра владе Краљевине Југославије у избеглиштву.